# عبدالله تارگان
عبدالله تارگان (انگلیسی: Abdalla Targan؛ زادهٔ ۲۸ سپتامبر ۱۹۹۶) دونده دو نیمه‌استقامت اهل سودان است.